# Aphoebantus tardus
Aphoebantus tardus är en tvåvingeart som beskrevs av Daniel William Coquillett 1891. Aphoebantus tardus ingår i släktet Aphoebantus och familjen svävflugor. Inga underarter finns listade i Catalogue of Life.